# Anampses geographicus
Anampses geographicus е вид лъчеперка от семейство Labridae. Видът е незастрашен от изчезване.

## Разпространение и местообитание
Разпространен е в Австралия, Индонезия, Малайзия, Микронезия, Острови Кук, Палау, Папуа Нова Гвинея, Провинции в КНР, Тайван, Уолис и Футуна, Фиджи, Филипини и Япония.
Среща се на дълбочина от 0,9 до 25 m, при температура на водата от 25,7 до 28,8 °C и соленост 34 – 35,3 ‰.

## Описание
На дължина достигат до 31 cm.
Популацията на вида е стабилна.